# Seznam angleških pesnikov
Seznam angleških pesnikov.

## A
Joseph Addison - Mark Akenside - Richard Aldington - Kingsley Amis - Wystan Hugh Auden -

## B
John Balance -
John Berger -
John Betjeman -
William Blake - John Bradburne - Nicholas Breton -
Rupert Brooke -
Elizabeth Barrett Browning -
Robert Browning -
Samuel Butler - Edward Bulwer-Lytton -
George Noel Gordon Byron -

## C
Geoffrey Chaucer - G. K. Chesterton - Samuel Taylor Coleridge - William Congreve - William Johnson Cory - Charles Cotton - William Cowper - Richard Crashaw

## D
Cecil Day-Lewis - John Denham - Sydney Thompson Dobell - Pete Doherty - John Donne - Michael Drayton - Lawrence Durrell

## E
Richard Edwardes - Thomas Stearns Eliot -

## F
Richard Fanshawe - James Elroy Flecker - John Fowles -

## G
George Gascoigne -
W. S. Gilbert -
William Golding -
Oliver Goldsmith -
John Gower -
Thomas Gray -
Fulke Greville -
Nicholas Grimald -

## H
Thomas Gordon Hake -
Thomas Hardy -
William Ernest Henley -
George Herbert -
Gerard Manley Hopkins -
Frieda Hughes -
Ted Hughes -
William Hunnis -

## I
Jean Ingelow -

## K
John Keats - John Keble -

## L
Walter Savage Landor -
William Langland -
Philip Larkin -
Layamon -
Richard Lovelace -

## M
Louis MacNeice -
John Marston -
George Meredith - James Michie -
John Milton -
Laurence Minot -
William Morris -
Ralph Hale Mottram -

## N
Thomas Nashe -
John Norris -
Thomas Norton -
Alfred Noyes -
Robert Nye -

## O
John Oldham - Wilfred Owen -

## P
George Peele -
Roland Penrose -
Eden Phillpotts -
Alexander Pope -
Henry James Pye -

## R
Craig Raine - Herbert Read - Nicholas Rowe -

## S
Siegfried Sassoon -
Dorothy L. Sayers -
Percy Bysshe Shelley -
William Shenstone -
sir Philip Sidney - 
Alan Sillitoe -
Peter Sinfield - 
John Skelton -
Christopher Smart -
Robert Southey -
Stephen Spender - 
Edmund Spenser - 
Charles Algernon Swinburne -
John Addington Symonds -

## T
Alfred Tennyson -

## W
Mary Webb - William Wordsworth - Thomas Wyatt

## Y
Edward Young -